# Stěžírky
Stěžírky (německy Lanzendorf) je vesnice, část obce Stěžery v okrese Hradec Králové. Nachází se asi 2 km na severozápad od Stěžer. Prochází zde silnice II/324. V roce 2009 zde bylo evidováno 177 adres. V roce 2001 zde trvale žilo 298 obyvatel.
Stěžírky je také název katastrálního území o rozloze 3,36 km2. V katastrálním území Stěžírky leží i Charbuzice.

## Další fotografie

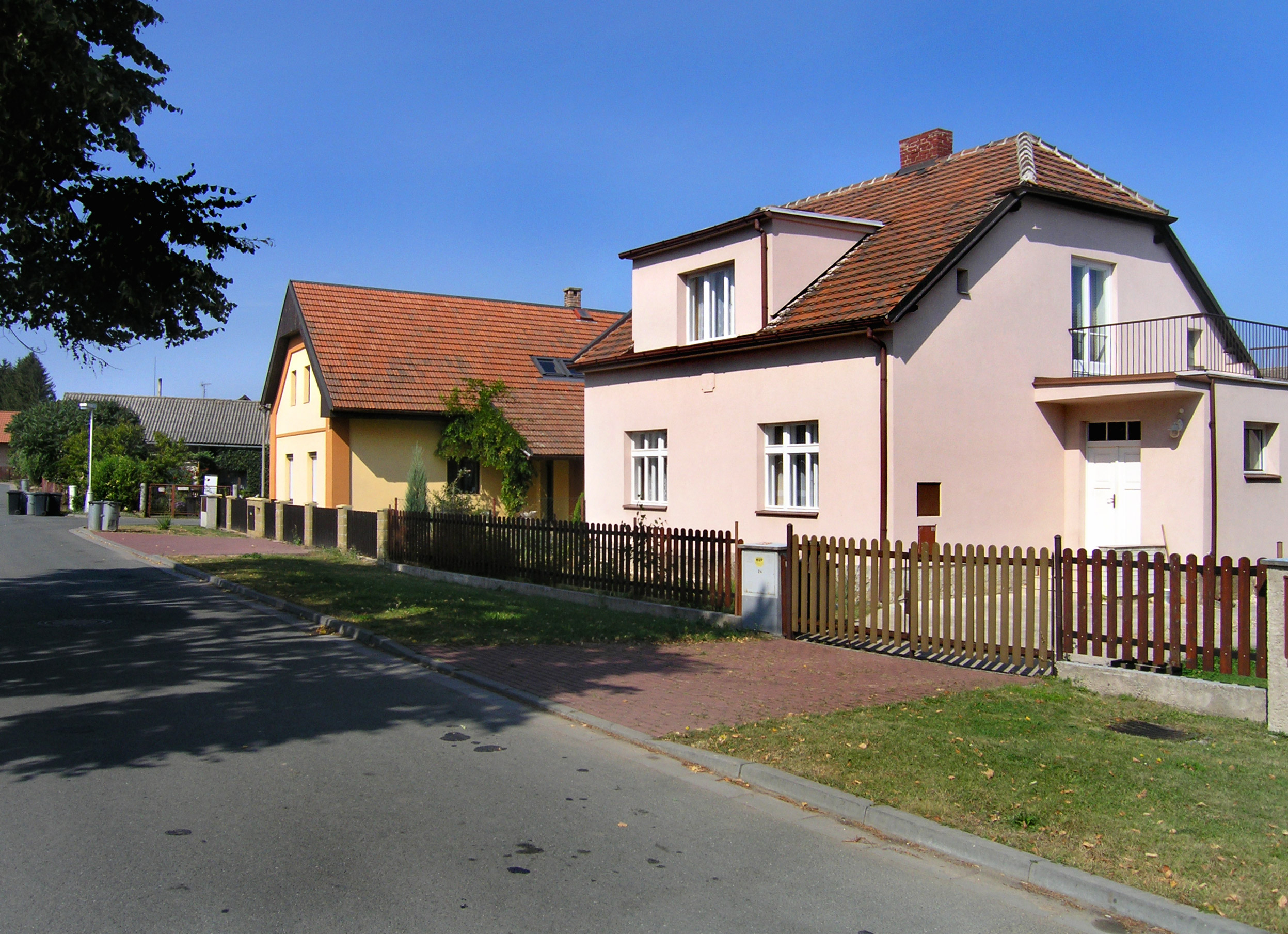
Domy ve středu vsi
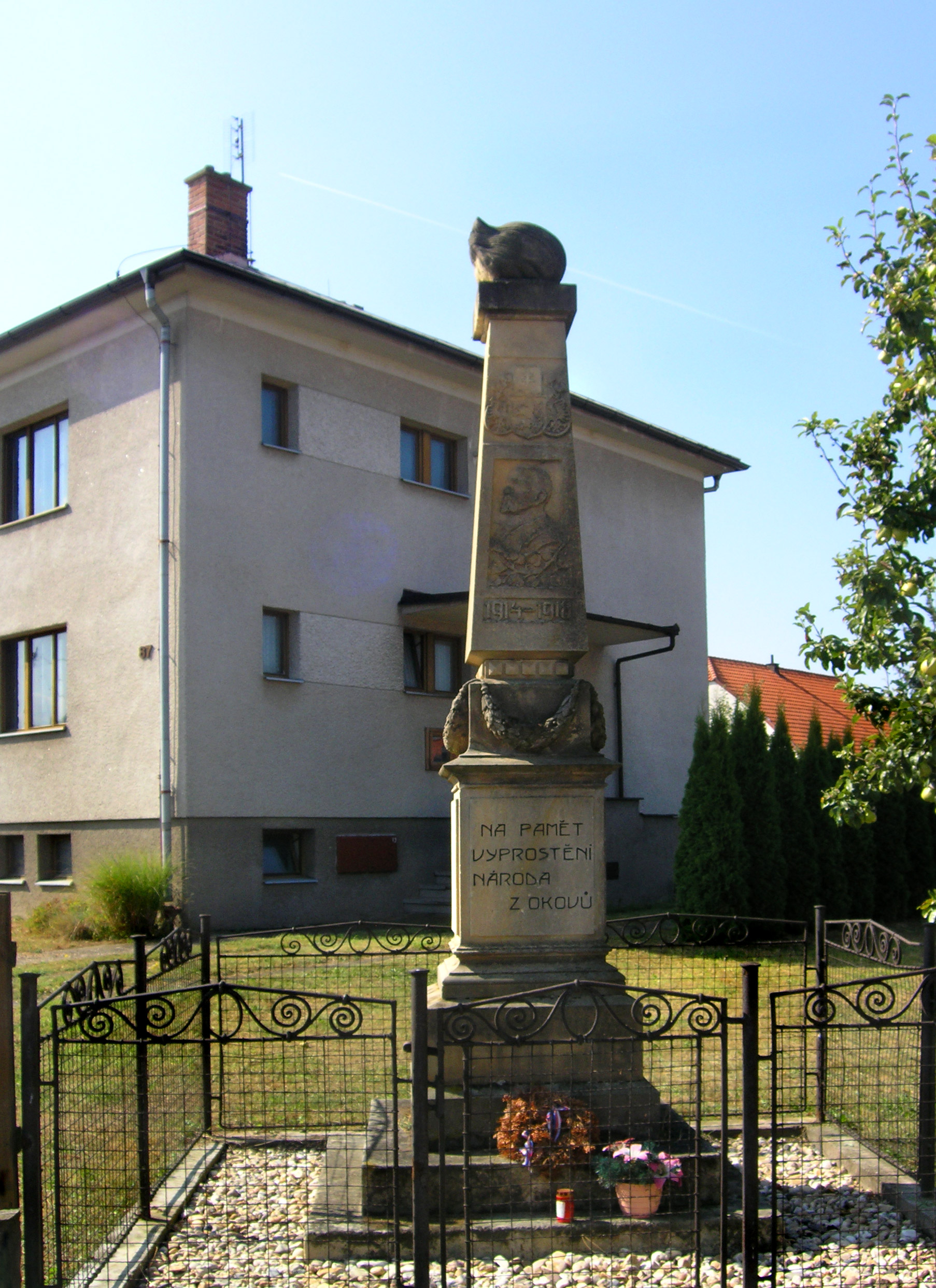
Památník 1. světové války
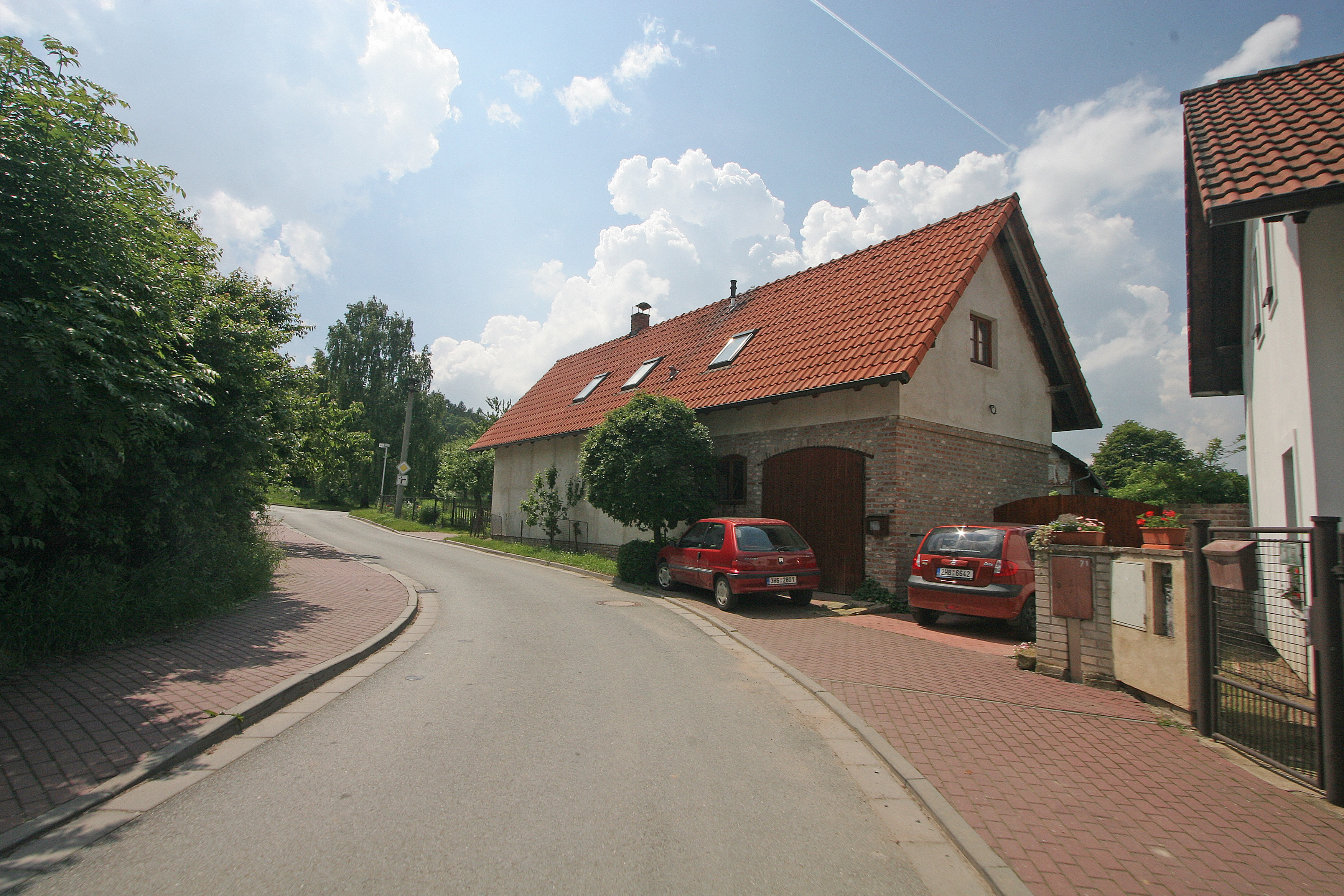
Dům čp. 21